# NGC 1279
NGC 1279 est une galaxie lenticulaire située dans la constellation de Persée. NGC 1279 a été découverte par l'astronome irlando-danois John Dreyer en 1876.

## Caractéristiques
Sa vitesse par rapport au fond diffus cosmologique est de 7 125 ± 11 km/s, ce qui correspond à une distance de Hubble de 105,1 ± 7,4 Mpc (∼343 millions d'al).

## Amas de Persée
NGC 1279 est un membre de l'amas de Persée.

## Groupe de NGC 1275
Selon un article publié par Garcia en 1993, NGC 1279 fait partie du groupe de NGC 1275, mais comme la distance moyenne de ce groupe est de 74,0 Mpc et que NGC 1279 est à 105,1 Mpc de nous, il n'appartient probablement pas à ce groupe. Mais, si on inclut NGC 1279, le groupe de NGC 1275 compte au moins 46 membres dont NGC 1224, NGC 1267, NGC 1270, NGC 1273, NGC 1277, NGC 1279, IC 288, IC 294, IC 310 et IC 312. Le groupe de NGC 1275 fait partie de l'amas de Persée (Abell 426).